# Dêqên
Dêqên (chiń. 迪庆藏族自治州; pinyin: Díqìng Zàngzú Zìzhìzhōu; tyb. བདེ་ཆེན་བོད་རིགས་རང་སྐྱོང་ཁུལ་; Wylie: Bde-chen Bod-rigs rang-skyong khul) – tybetańska prefektura autonomiczna w Chinach, w prowincji Junnan. Siedzibą prefektury jest Shangri-La. W 1999 roku liczyła 331 009 mieszkańców.